# ترکیبات آلی سیلیسیم

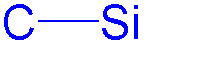
پیوند کربن-سیلیکون در تمام ترکیبات اورگانوسیلیکون وجود دارد.

ترکیباتی آلی سیلیسیم یا ترکیبات اورگانوسیلیکون(به انگلیسی: Organosilicon)،  شامل پیوندهای کربن-سیلیکون هستند. شیمی اورگانوسیلیکون، علمی متناظر است که به جستجوی خواص و واکنش‌پذیری آنها می‌پردازد. اکثر ترکیبات اورگانوسیلیکون، شبیه دیگر ترکیبات عادی آلی هستند، یعنی دارای ویژگی‌های بی‌رنگ بودن، قابل‌اشتعال‌بودن، آب‌هراس‌بودن و پایداری هستند. اولین ترکیب اورگانوسیلیکون، تترااتیل‌سیلان، در سال ۱۸۶۳ میلادی توسط چارلز فریدل و جیمز کرافتس از واکنش‌پذیری تتراکلرید سیلیسیم و دی‌اتیل‌روی کشف شد.
ترکیب کربن-سیلیکون‌ای سیلیسیم کاربید، ترکیبی غیرآلی است.
از ترکیبات اورگانوسیلیکون، می‌توان در ساخت وسایل درزگیری و بتونه‌کاری، کالک (نوعی درزگیر]]، چسب‌ها و روکش‌های سیلیکونی استفاده می‌شود.